# Timm Thaler (1979)
Timm Thaler oder Das verkaufte Lachen ist eine deutsche Fernsehserie, die 1979 als erste Weihnachtsserie im ZDF unter der Regie von Sigi Rothemund entstand. Die 13-teilige Serie basiert auf dem Roman Timm Thaler oder das verkaufte Lachen von James Krüss, weicht aber inhaltlich von der Vorlage ab. Das Drehbuch der Serie stammt von Justus Pfaue und Peter M. Thouet, die Musik lieferte Christian Bruhn. Die Serie avancierte mit der Erstausstrahlung 1979 zu einem Straßenfeger und machte Thomas Ohrner zum Kinderstar.

## Handlung
Der dreizehnjährige Timm Thaler besitzt ein unwiderstehliches Lachen und ist bei allen beliebt. Der geheimnisvolle Baron de Lefouet (in der Romanvorlage Lefuet, ein Ananym für „Teufel“), ein griesgrämiger Geschäftsmann, der stets eine schwarze Nelke im Knopfloch trägt, und sein Diener Anatol beobachten Timm und planen, ihm dieses Lachen abzukaufen. Timms Vater ist Fluglehrer und kommt während eines Auftragsfluges für den Baron ums Leben. Der Baron hat bei diesem Absturz seine Finger im Spiel. Weil Timm durch den Verlust des Vaters sein Liebstes verloren hat, ist er nun leicht durch den Baron manipulierbar.
Da Timms Vater Wettschulden hatte, gerät die Familie nach dessen Tod in finanzielle Schwierigkeiten. Um die Schuldscheine zu erhalten und damit seiner Stiefmutter finanziell unter die Arme greifen zu können, willigt Timm leichtfertig in die Forderungen des Barons ein und verkauft ihm sein Lachen, wobei ihm die Tragweite der Transaktion nicht bewusst ist und er annimmt, er gebe dem Baron nur einen Anteil seines Lachens ab. Im Gegenzug sichert der Baron Timm zu, dieser könne künftig jede Wette gewinnen, und sei sie noch so absurd und abwegig. Der Pakt hat für beide Seiten Gültigkeit, solange beide Stillschweigen darüber bewahren. Bricht nur ein Partner das Schweigen, so verliert er seine Rechte aus dem Vertrag.
Der Baron nutzt die neue Gabe, mit Timms Lachen Sympathien von Menschen zu gewinnen, ausgiebig und hat geschäftliche Erfolge. Timm dagegen wird immer unglücklicher. Er reißt von zu Hause aus und beschließt, sich sein Lachen zurückzuholen. Auf dem Hafengelände wird er vom Hafenbetriebsmeister Rickert aufgelesen und mit nach Hause genommen. Dort erfährt er, dass bald ein Schiff zur Vulkaninsel Aravanadi, dem geheimen Zufluchtsort des Barons, ausläuft. Er gelangt als blinder Passagier an Bord des Schiffes und trifft dort Schwester Agatha und den Koch Heinrich. Er wettet, der reichste Junge der Welt zu sein, kommt schließlich nach Aravanadi und wird vom Baron als Alleinerbe eingesetzt. Solange Timm minderjährig ist, kann der Baron allerdings weiterhin über das Vermögen entscheiden.
Der Baron isoliert Timm von Freunden und Familie und versucht, ihn auf seine Seite zu ziehen. Agatha und Heinrich, die mit Hilfe des Abbé Timms Geheimnis herausgefunden haben, versuchen mehrmals ohne Erfolg, an ihn heranzukommen, und reisen schließlich wieder nach Hamburg ab. Der Hirte Selek Bei ist nun sein einziger Vertrauter auf der Insel. Schließlich gelingt Timm durch die Hilfe von Freunden und Familie bei einer Geschäftsreise nach Hamburg die Flucht aus dem Hotel. Er wettet mit Gesi, der Tochter Herrn Rickerts, dass er wieder lachen kann, und erhält sein Lachen zurück.

## Abweichungen von der literarischen Vorlage
Im Gegensatz zur Romanvorlage hat Timm nach dem Unfalltod seines Vaters keinen ihn triezenden Stiefbruder, sondern nur noch seine Stiefmutter, die anders als im Buch aber nicht negativ gezeichnet, sondern als liebevoll und fürsorglich dargestellt ist. Beruflich hatte sein Vater mit Sportflugzeugen zu tun (Pferderennen stellen für Timms Vater nur ein verlustreiches Hobby dar), folglich lernt Timm den Baron auch nicht auf der Pferderennbahn, sondern auf dem Familienfest des örtlichen Flugplatzes kennen.
An Stelle des dämonischen, gleichwohl höflichen und weltgewandten Genuesen Signor Grandizzi tritt nunmehr der finstere Privatsekretär Anatol, der dem Baron praktisch nicht von der Seite weicht, ebenfalls über besondere Fähigkeiten verfügt und somit ebenso erfolgreich als Spitzel und Handlanger des Barons zum Einsatz kommt. Des Weiteren ist Herr Rickert in der Serie nicht Reederei-Direktor, sondern lediglich kleiner Angestellter und erstes Opfer der rabiaten Einkaufspolitik des Barons. Statt Kreschimir nimmt sich die resolute Nonne Schwester Agatha Timms auf dem Schiff an. Unterstützt wird sie dabei von dem etwas einfältigen Schiffskoch Heinrich, der den Part des patenten Steuermanns Jonny im Buch übernimmt. Namentlich unverändert taucht der Ureinwohner des Landes, Selek Bei, auf. Er fungiert in der Verfilmung allerdings nicht wie im Buch als Doppelagent, sondern als ehemaliger Geschäftspartner des Barons, der mit diesem gebrochen hat. Er lebt als einfacher Hirte in den Bergen und steht Timm mit weisen Ratschlägen zur Seite.
Weitere Abweichungen vom Original finden sich beispielsweise in dem neu zu vermarktenden Produkt (Wasser statt Margarine), dem Vordringen Agathas bis zum Hauptsitz des Barons (Kreschimir war im Buch nie bis Mesopotamien gelangt), dem Auftreten weiterer Helfershelfer auf beiden Seiten (1. Offizier Voges und der Poststelleninhaber für den Baron sowie der Abbé und der Bischof für Agatha) und insbesondere in der Dauer von Timms Irrfahrt, die von über vier Jahren im Buch auf wenige Wochen oder Monate verkürzt wurde, um nicht mehrere Schauspieler für den älter werdenden Timm einsetzen zu müssen.

## Drehorte

### Lanzarote
Die Szenen auf der Vulkaninsel entstanden auf Lanzarote.
Einer der zentralen Drehorte für die Fernsehserie war das Mirador del Río, ein Aussichtspunkt, gestaltet von dem Künstler César Manrique, welches im Film das Hauptquartier des von Horst Frank gespielten Bösewichts Baron de Lefouet (rückwärts gelesen ohne das o -> Teufel) beherbergt.
Die Poolszenen sowie Teile des Gartens wurden in den Jameos del Agua gedreht.
Auch das erste Fünf-Sterne-Hotel der Insel, das 1970 durch den Architekten Fernando Higueras errichtete „Melia Salinas“ in Costa Teguise, ist mehrfach mit den von Manrique im Innern entworfenen Gartenanlagen Drehort.
Zudem erkennt man das Restaurant „La Era“ in Yaiza, das „Gran Hotel“ in Arrecife und den Nationalpark Timanfaya.

### Hamburg
Die Stadtszenen wurden in Hamburg gedreht.
- Die Skateboardszene, am Anfang des Films, drehte man in der Straße Eichholz neben den Landungsbrücken.
- Die Szene mit der Auto-Tombola entstand an der Mönckebergstraße/Spitalerstraße am Gerhart-Hauptmann-Platz.
- Die Szene der ersten Folge, in der Timm auf dem Weg nach Hause mit seinem Vater spricht und dabei vom Baron beobachtet wird, wurde im Strehlowweg in Hamburg-Othmarschen gedreht. Die charakteristische Gabelung des Strehlowweges ist auch in der ersten Hintergrundszene der animierten Menüs der DVD-Edition von 2003 gut zu erkennen.
- Die Szene in der U-Bahn bzw. auf dem Bahnsteig wurde in der U- und S-Bahn-Station Landungsbrücken am Hamburger Hafen gedreht.
- Die Szenen am Flugplatz wurden auf dem Flugplatz Hartenholm, etwa 25 km nördlich von Hamburg, gedreht.
- Die Szene am Hamburger Flughafen, als Timm für einen Tag das Lachen „geliehen“ bekam, wurden vor dem alten Terminal 2 gedreht. Es wurde später abgerissen und durch einen Neubau (Terminal 1) ersetzt.
- Das Treffen der vom Baron gekauften Geschäftsleute in Hamburg (diese Szene wurde in der sechsteiligen Version entfernt) wurde in der Lobby des Hotels Vier Jahreszeiten (Kaminzimmer) gedreht (seit den Dreharbeiten unverändert).
- Als Firmenzentrale des Barons in Hamburg wurde das Gebäude der damaligen Hamburgischen Elektrizitäts-Werke genutzt, 1970–1971 erbaut mit einer komplett schwarzverglasten Fassade (heute Vattenfall-Firmensitz).
- Die finalen Teile spielen im Radisson-SAS-Hotel am Congress-Centrum Hamburg (CCH). Das Hotel-Hochhaus wurde 2009 komplett umgebaut, so dass seitdem nichts mehr an den ehemaligen Drehort erinnert.
- Die letzte Szene, in welcher Timm sein Lachen durch eine Wette zurückerhält, wurde an der Wasserkunst zwischen dem Amtsgericht Hamburg und dem heutigen Johannes-Brahms-Platz (damals Karl-Muck-Platz) gedreht. Dieser Ort hat sich seit den Dreharbeiten nicht verändert.

## Veröffentlichungen
Timm Thaler wurde erstmals während der Weihnachtszeit vom 25. Dezember 1979 bis zum 5. Januar 1980 im ZDF ausgestrahlt und später mehrfach, zum Teil als inhaltlich leicht gekürzter Sechsteiler in ca. 45-minütigen Folgen wiederholt.
Mit dieser Serie begann das ZDF die Reihe der erfolgreichen Weihnachtsserien, die die Adventsvierteiler ablösten. Die Geschichte des Timm Thaler wurde im deutschsprachigen Raum von einem Millionenpublikum verfolgt und später auch in synchronisierter Fassung unter dem Titel The Legend Of Tim Tyler von der britischen BBC ausgestrahlt. Im Jahr 2002 entstand zudem eine auf dem Roman beruhende 26-teilige Animationsserie.
Zur Serie existiert ein Hörspiel, das auf den Original-Tonspuren des Filmes basiert (jeweils drei LPs bzw. drei MCs).
2003 veröffentlichte die Music und Media GmbH & Co. KG die Serie erstmals auf DVD. Eine digital überarbeitete Ausgabe erschien 2014.

## Trivia
- Den Vertrag über die Überlassung seines Lachens an den Baron unterschreibt Timm mit „Thimm Thaler“, dennoch wurde das zusätzliche „h“ in seinem Vornamen nicht in den Titel der Serie übernommen.
- Der Baron tritt in mehreren Folgen der Serie mit einer schwarzen Limousine vom Typ Lincoln Continental und einem hellgrünen Coupé (Continental Mark IV) derselben Marke auf. Beide Autos hatten das gleiche Nummernschild „Q-13“ (weder Deutsches noch Spanisches Kennzeichen).
- Am Anfang von Folge 4 (ca. Min. 1:39) sagt Timm Thalers Stiefmutter beim Öffnen der Tür zu seinem Zimmer: „Tommi, du musst aufstehen.“ Vermutlich handelt es sich hier um eine Verwechslung mit dem Namen des Hauptdarstellers Thomas Ohrner, seinerzeit „Tommi“ genannt.